# Amphianthus rosaceus
Amphianthus rosaceus är en havsanemonart som beskrevs av Wassilieff 1908. Amphianthus rosaceus ingår i släktet Amphianthus och familjen Hormathiidae. Inga underarter finns listade i Catalogue of Life.